# Masalia pluritelifora
Masalia pluritelifora là một loài bướm đêm trong họ Noctuidae.